# شماليون

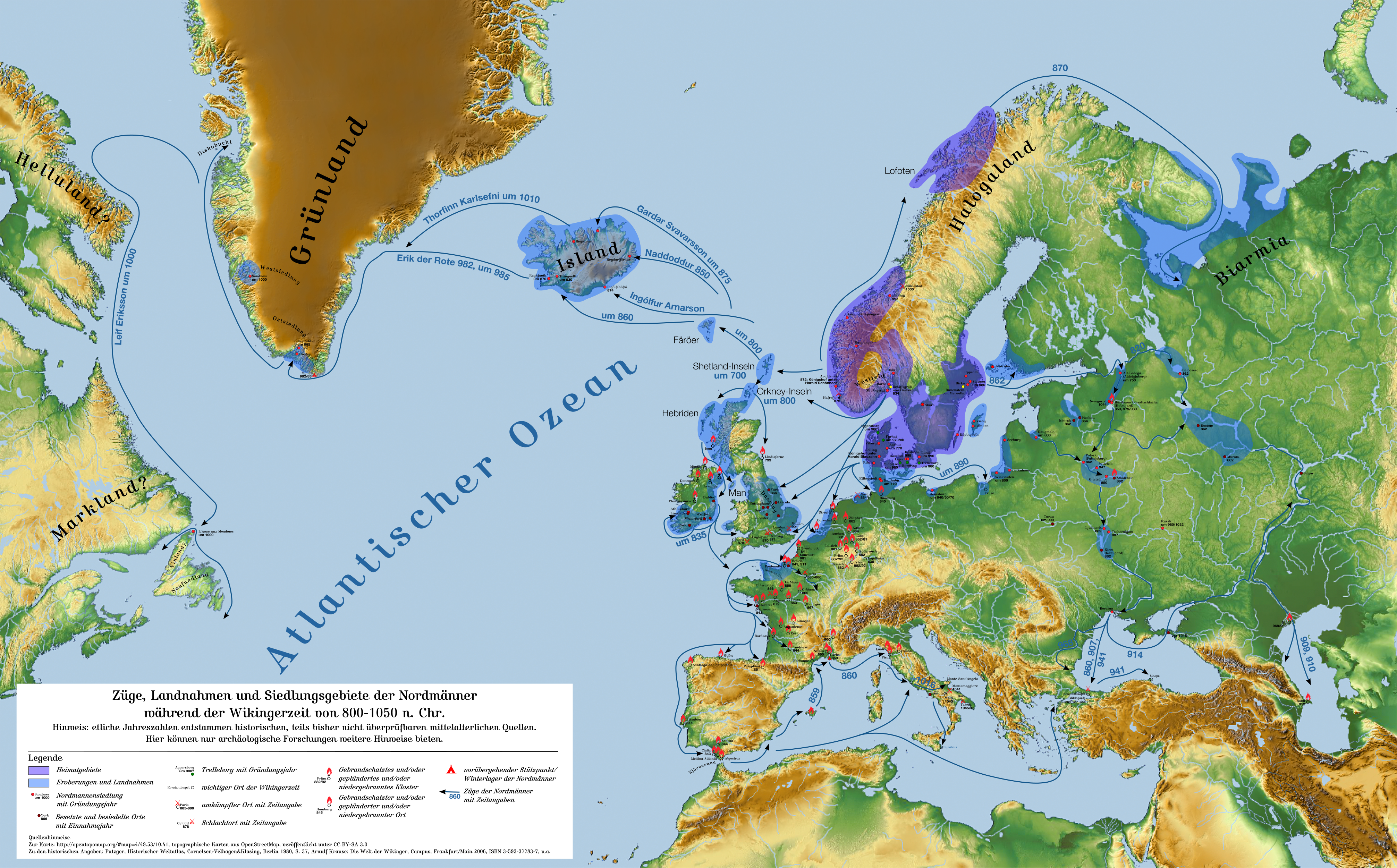
استكشاف وتوسيع وجهات الشماليين

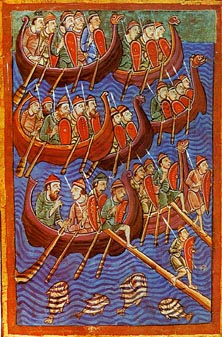
تصور لدنماركيين يبحرون لغزو إنغلترا. رسم تخيلي مذهب يرجع إلى القرن الثاني عشر.

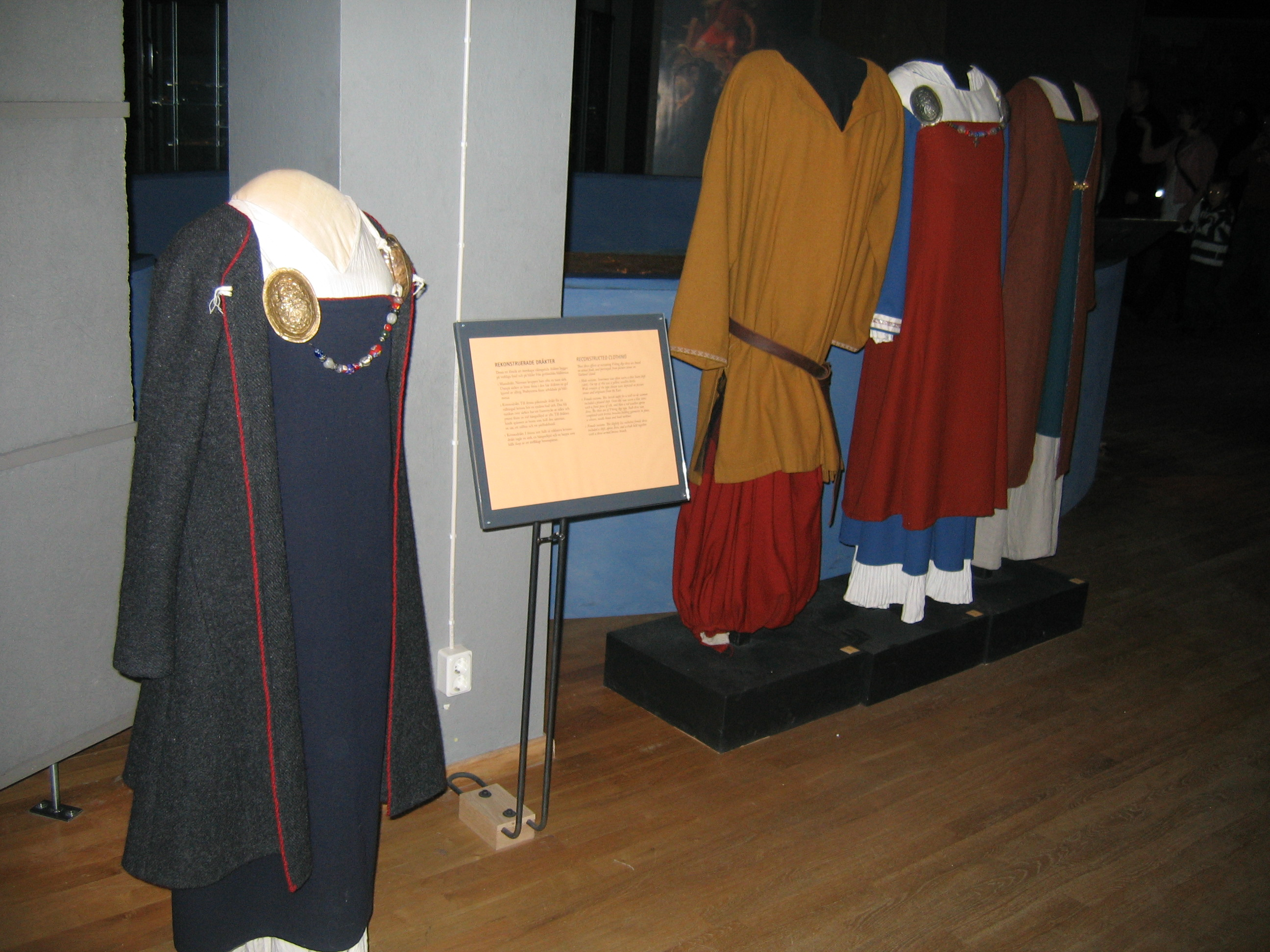
ملابس شمالية في متحف التاريخ السويدي في ستوكهولم

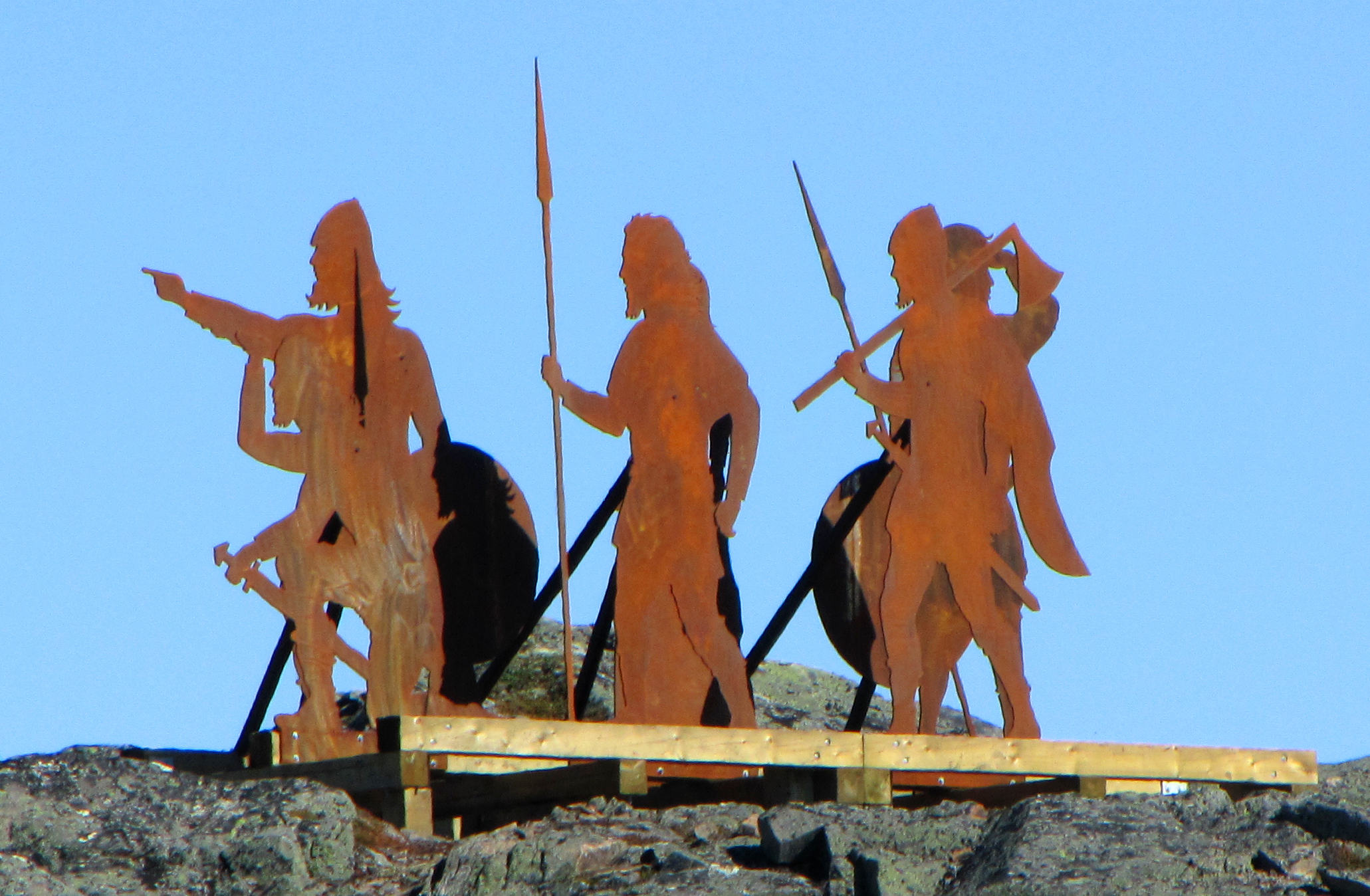
تماثيل المستكشفين الشماليين في لانس أو ميدوز

الشماليون (بالإنجليزية: Norse people، أو Norsemen؛ بالسويدية: Nordmän؛ بالدنماركية والنرويجية: Nordboere) كانت مجموعة من الشعوب الجرمانية سكنت إسكندنافيا وكانوا يتحدثون بما يعرف الآن باللغة الشمالية القديمة بين 800م و 1300م. تنتمي اللغة إلى فرع اللغات الجرمانية الشمالية المتفرع من عائلة اللغات الهند-أوروبية، وهي سلف اللغات الجرمانية الحديثة في إسكندنافيا. في أواخر القرن الثامن، بدأ الشماليون بتوسعٍ هائل في جميع الاتجاهات، وهذا كان بداية عصر الفايكنغ.
في الدراسات المنشورة باللغة الإنغليزية في القرن التاسعة عشر، أُشيرَ إلى: شماليي عصر الفايكنغ، والتجار البحريين، والمستوطنين، والمحاربين جميعهم بشكلٍ عام بالفايكنغ. أنشئ الشماليون الإسكندنافيون أنظمةً سياسية ومستوطناتٍ في ما هو الآن إنغلترا، وسكوتلاندا، وآيسلندا، وويلز، وجزر فارو، وإيرلندا، وروسيا، وبيلاروسيا، وجرينلاند، وفرنسا، وبلجيكا، وأوكرانيا، وفنلندا، وإستونيا، ولاتفيا، وليتوانيا، وألمانيا، وبولندا، وكندا. وأيضاً جنوب إيطاليا.

## أصل مصطلحي نورسمان ونورثمان
ظهرت كلمة نورسمان (Norseman) أول مرة في مطلع القرن التاسعة عشر، حيث أن أول ذكرٍ لها في طبعة قاموس أكسفورد الإنجليزي الثالثة جاء كم قصيدة هارولد الجسور (Harold the Dauntless) (1817) لوالتر سكوت. صيغت الكلمة باستخدام الصفة norse (شمالي)، والتي اقترضتها الإنغليزية من الهولندية في القرن السادسة عشر بمعنى نرويجي، والتي حازت في عصر سكوت على معنى «متعلق بإسكندنافيا أو لغتها، خصوصًا العصور القديمة أو القروسطية». كلمة نورسمان (norseman) أساس معين في الاستخدام القروسطي، كالاستخدام الحديث لكلمة فايكنع (viking).
إن مصطلح نورسمان (Norseman) له صدى يعني شمالي (Northman) أطلق على المتحدثين باللغة النوردية (الشمالية) من قبل الشعوب تصادمت معهم خلال القرون الوسطى. خضعت كلمة Nortmann (شمالي) الفرنجية القديمة لليتنة (رومنة) لتصبح Normannus وكانت تُستخدم على نطاق واسع في النصوص اللاتينية. ثم دخلت الكلمة اللاتينية Normannus إلى الفرنسية القديمة وأصبحت Normands. ومن هذه الكلمة جاء اسم: النورمان (Normans)، واسم نورماندي (Normandy) التي استوطنها الشماليون في القرن العاشر.
دخلت نفس الكلمة إلى اللغات الهسبانية ولسن اللاتينية المحلية بصيغٍ لا تبدأ فقط بـ N، بل وبالـ L، مثل Lordomanni (يعكس كما يبدو مخالفة أنفية في اللغات الرومانسية المحلية).

## أسماء أخرى
في الدراسات الحديثة، الفايكنغ هو مصطلحٌ شائع لمهاجمة الشماليين، خاصةً فيما يتعلق بالغارات ونهب الرهبان في الجزر البريطانية على أيدي الشماليين؛ لكنه لم يكن يُستخدم بهذا المعنى في ذلك العصر. كانت الكلمة باللغتين الشمالية القديمة والإنغليزية القديمة تعني ببساطة (قرصان).
كان الشماليون يُعرفون بـ Ascomanni و ashmen من قبل الألمان، و Lochlanach (شماليّ) من قبل الغايليين، و Dene (دنماركيون) من قبل الأنغلو-سكسون.
كانت المصطلحات الغايلية: Finn-Gall (فايكنغ نرويجي أو نرويجي)، و Dubh-Gall (فايكنغ دنماركي أو دنماركي)، و Gall Goidel (غايلي أجنبي)، تُستخدم للشعوب المتحدرة من الشماليين في إيرلندا وسكوتلندا، الذين استوعبوا في الثقافة الغايلية. كان الدبلينيون (سكان دبلين) يدعونهم بالـ«أوستمن Ostment» أي الشعب الشرقي/الشرقيون، واسم منطقة أوكسمانستاون (Oxmanstown) (منطقة في وسط دبلين، وما زال الاسم قائماً) جاء من إحدى مستوطناتهم. وكانوا يُعرفون بـ Lochlannaigh أي شعب البحيرة/سكان البحيرة.
مع ذلك، لم تكن الأفكار البريطانية عن أصول الفايكنغ صحيحة تمامًا. أولئك الذين نهبوا بريطانيا كانوا يعيشون في ما هو اليوم الدنمارك، وسكونا، وساحل السويد الغربي، والنرويج (تقريباً وصولاً إلى خط عرض 70° شمال)، وعلى طول الساحل البطليقي السويدي (وصولاً إلى حوالي خط عرض 60° شمال) وبحيرة مالارين. وجاؤا أيضاً من جزيرة غوتلاند السويدية. تقع الحدود بين الشماليين والقبائل الجرمانية الأكثر جنوبية (الدانيفيركه) اليوم على بعد 50 كيلومتراً جنوب الحدود الدنماركية-الألمانية. الفايكنغ الذين سكنوا في أقصى الجنوب لم يسكنوا أبعد من شمال نيوكاسل أبون تاين، وسافروا إلى بريطانيا من الشرق أكثر من الشمال.
لم يكن الجزء الشمالي من شبه الجزيرة الإسكندنافية (باستثناء الساحل النرويجي) تقريباً مأهولاً بالشماليين؛ لأن هذه البيئة كان يقطنها الصاميون، وهم السكان الأصليون في شمال السويد، وأجزاء واسعة في النرويج، وفنلندا، وشبه جزيرة كولا (اليوم جزء من روسيا).
عرفهم العرب، والسلافيون، والبيزينطيون باسم الـ (روس)، على الأرجح اشتقت من استخداماتٍ مختلفة من -rōþs، أي المتعلقة بالتجديف، أو من منطقة روسلاغن في الوسط الشرقي في السويد، حيث يرجع أصل معظم الفايكنغ الذين زاروا الأراضي السلافية. يعتقد علماء الآثار والمؤرخون اليوم أن المستوطنات الإسكندنافية في الأراضي السلافية شكلت اسمي روسيا وروسيا البيضاء.
كان السلافيون والبيزنطيون يدعونهم بالفارانجيين (الشمالية القديمة: Væringjar، وتعني «المُقسِمون»)، وكان يُعرف الحراس الشخصيون الإسكندنافيون للإمبراطور البيزنطي بالحرس الفارانجي.

## الاستخدام الإسكندنافي الحديث
باللغة الشمالية القديمة، كان يُستخدم مصطلح norrœnir menn (الشعب الشمالي) تناظرياً مع الاسم الإنغليزي الحديث نورسمان (Norsemen)، للإشارة إلى السويديين، والدنماركيين، والنرويجيين، والفارويين (سكان جزر فارو)، والآيسلنديين، إلخ.
في اللغات الإسكندنافية الحديثة كلمة مشتركة لوسف الشماليين، وهي كلمة nordbo، (بالسويدية: nordborna، وبالدنماركية: nordboerne، وبالنرويجية: nordboerne أو nordbuane، كلها بصيغة الجمع ومُعرّفة)، وُستخدم الكلمة لوسف السكان القدماء والمعاصرون في الدول الشمالية والذين يتحدثون إحدى اللغات الجرمانية الإسكندنافية.
كلمة فايكنغ: Vikinger بالدنماركية والبوكمول النرويجية، و Vikingar بالسويدية والنينوشك النرويجية لا تُستخدم لوصف الشماليين من قبل أبناء البلد الأصليين؛ لأن فايكنغ كلمةٌ لنشاطٍ محدد (الإغارة/السلب)، وليس لمجموعةٍ سكانية. الفايكنغ كانوا ببساطة أُناساً (من أي عرقية، أو منبت) يشاركون بالإغارة (المعروفة بـ«الانطلاق لعمل الفايكنغ»).
أحياناً، تُذكر فنلندا كـ«دولة إسكندنافية». اللغة الفنلندية ليست لغةً جرمانية ولا حتى لغةً هندو-أوروبية؛ لكن فنلندا كانت جزءاً من السويد لستة قرون (من أواخر القرن 12 إلى 1809)، وحوالي 6% من الشعب الفنلندي ما زال يستخدم اللغة السويدية باعتبارها لغتهم الأم. حتى الآن، اللغة المهيمنة في جزر أولاند هي اللغة السويدية، حيث أن السكان سويديون عرقياً؛ ولكنهم يتبعون فنلندا إدارياً منذ عام 1917. في أماكن أخرى في فنلندا، انخفضت نسبة السكان الناطقين بالسويدية منذ حيازة فنلندا على استقلالها في 1917، بعد الثورة الروسية. إن آيسلندا، وجرينلاند، وجزر فارو منفصلون جغرافياً عن شبه الجزيرة الإسكندنافية. ولذلك، فإن مصطلح دول الشمال يُستخدم ليشمل الدول الإسكندنافية، وآيسلندا، وجرينلاند، وفنلندا.

## اقرأ أيضاً
- القوط
- الفارويون
- السويديون
- النرويجيون
- الدنماركيون